# تيموثي غايتنر
تيموثي فرانز غايتنر (بالإنجليزية: Timothy Franz Geithner)‏ (و. 1961 – م) هو مصرفي، وسياسي، وعالم اقتصاد من الولايات المتحدة. ولد في مدينة نيويورك . تولى منصب وزير الخزانة الأمريكي الخامس والسبعين في عهد الرئيس باراك أوباما (26 يناير 2009–25 يناير 2013). وكان رئيس المصرف الاحتياطي الفيدرالي نيويورك من عام 2003 إلى 2009، وعمل قبلها في إدارة بيل كلينتون. وهو يشغل الآن منصب رئيس شركة واربورغ بينكوس، وهي شركة مساهمة خاصة.
وبصفته رئيسا لمجلس الاحتياطي الفيدرالي في نيويورك ووزير الخزانة، لعب غايتنر دورا رئيسيا في جهود الحكومة للاستجابة للأزمة المالية في الفترة 2007-2008 والركود الكبير والتعافي منها. وساعد في إدارة الأزمات التي شملت بير ستيرنز وليمان براذرز والمجموعة العالمية الأمريكية، وبوصفه وزيرا للخزانة خصص مبلغ 350 مليار دولار من الأموال في إطار برنامج الإغاثة للأصول المضطربة الذي تم إصداره خلال الإدارة السابقة في استجابة لأزمة الرهن العقاري. كما أدار غايتنر جهود الإدارة لإعادة هيكلة النظام المالي في البلاد، ومحاولات حفز الانتعاش في سوق الرهن العقاري وصناعة السيارات، ومطالب الحمائية، والإصلاح الضريبي، والمفاوضات مع الحكومات الأجنبية بشأن قضايا التمويل العالمي.

## التعليم
تعلم في دارتموث، وجامعة جونز هوبكينز
| المناصب السياسية | المناصب السياسية                                                      | المناصب السياسية |
| ---------------- | --------------------------------------------------------------------- | ---------------- |
| سبقه هنري بولسون | وزير الخزانة الأمريكي 26 يناير 2009 - 25 يناير 2013                   | تبعه جاكوب ليو   |
| سبقه             | Under Secretary of the Treasury for International Affairs 1998 - 2001 | تبعه             |

## روابط خارجية
- تيموثي غايتنر على موقع الموسوعة البريطانية (الإنجليزية)
- تيموثي غايتنر على موقع مونزينجر (الألمانية)
- تيموثي غايتنر على موقع إن إن دي بي (الإنجليزية)